# La grande avventura di Wilbur - La tela di Carlotta 2
La grande avventura di Wilbur - La tela di Carlotta 2 è un film destinato all'home video, sequel del film La meravigliosa, stupenda storia di Carlotta e del porcellino Wilbur del 1973.

## Trama
Le 3 figlie di Charlotte, Nellie, Aranea, e Joy, sono nella fase dell'adolescenza e Wilbur è il loro compagno e mentore.
Durante questo periodo, Wilbur fa amicizia con Cardigan, un agnellino appena nato disprezzato dagli altri agnelli e dalle pecore del suo gregge perché ha la lana nera. Wilbur prende Cardigan sotto la sua ala e gli mostra la fattoria, la vita animale e i pericoli al di fuori di essa. Ma dopo solo poche settimane, Zuckerman cede improvvisamente Cardigan ad un altro agricoltore, così Wilbur, insieme alle figlie di Charlotte e a Templeton il ratto, si reca alla fattoria dove Cardigan andrà a vivere, per assicurarsi che stia bene.
Durante il viaggio per andare a trovare Cardigan, Wilbur ha fame e mangia alcune bacche che lo fanno diventare viola. Alcune cortecce degli alberi atterrano sulla sua testa. Questo lo fa sembrare un maiale selvatico. Un colpo vicino di un'auto, poi, rivela che altri due ragazzi hanno visto il cinghiale. Questo ritarda la visita di Wilbur a Cardigan.
Nel frattempo, una volpe cattiva di nome Farley cerca di rubare una gallina dal fienile, e Wilbur viene accusato del furto. Farley rapisce Cardigan dalla stalla, e ha intenzione di mangiarlo. Wilbur ora deve salvare il suo amico, e lo fa intrappolandolo in una "tela di un porco". Le figlie di Carlotta tessono la parola "volpe" in una ragnatela, e Fern e arriva giusto in tempo per salvare Wilbur. La volpe, anche se non dimostrato, viene probabilmente punita. Aranea e Joy decidono di rimanere con Cardigan per riposarsi per qualche giorno, e Nellie sta con Wilbur, che fa da balia ai piccoli di Templeton, come aveva promesso quando Templeton l'aveva aiutato a liberarsi dai cespugli di bacche.